# آتاراگاما
آتاراگاما (به لاتین: Attaragama) یک منطقهٔ مسکونی در سری‌لانکا است که در استان مرکزی (سری‌لانکا) واقع شده‌است.